# Горещ сняг
„Горещ сняг“ (на руски: Горячий снег) е съветски игрален филм за Великата отечествена война, заснет през 1972 г. по едноименния роман на Юрий Бондарев, режисиран от Гавриил Егиазаров.
Начало на встъпителната заставка на филма:
| „ | Посвещава се на войниците от Великата отечествена война. | “ |

Филмът разказва за един от епизодите на битката в покрайнините на Сталинград, а именно Котелниковската отбранителна операция, в която издръжливостта и силата на духа на съветските войници се проявяват напълно.
1942 г. Група германски войски от 330 000 души под командването на фелдмаршал Фридрих Паулус е обкръжена близо до Сталинград. За да разбие обръча, Хитлер изпраща избрани танкови части в битка – така нареченият „танков юмрук“ под командването на фелдмаршал Ерих фон Манщайн. Съветските войски получават заповед да спрат настъплението на всяка цена.
Батареята под командването на лейтенант Дроздовски (Николай Ерьоменко младши), след дълъг форсиран марш в декемврийския студ, се окопава на пехотните позиции на дивизията на полковник Деев (Вадим Спиридонов) за директен огън. Пролуките спират отпред и настъпва обезпокоителна тишина. Това означава, че немските танкове са пробили отбраната и се придвижват към батареята. След въздушното нападение на Ю-88 последва кървава битка. Много бойци от артилерийски екипажи, медицинска сестра са убити, командирът на батальона е ранен. Германските танкове пробиват позицията на батерията, но с големи загуби.
На следващия ден армията на генерал Бесонов (Георгий Жжонов) предприема контраатака. Само седем бойци остават от батерията и стрелковия батальон, който държи отбраната на плацдарма близо до река Мишкова, способен да се движи самостоятелно. Командващият армията генерал-лейтенант Бесонов връчва на всеки от останалите в строя орден „Червено знаме“ с думите: „Благодаря за разбитите танкове... Благодаря... Благодаря... Всичко, което Аз мога“.